# Doc Pomus

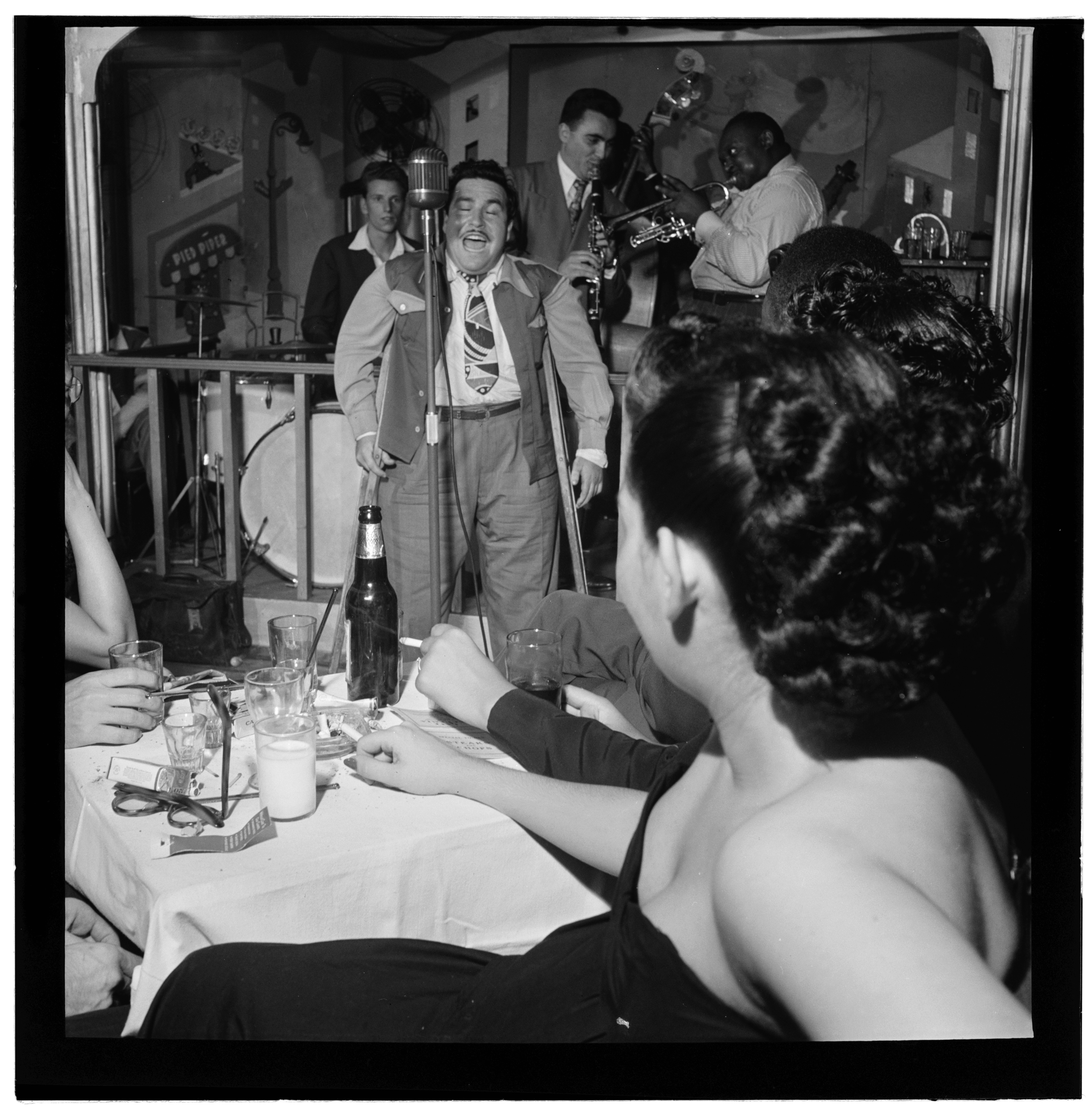
Doc Pomus singt 1947 im Pied Piper

Doc Pomus (* 27. Juni 1925 in New York City als Jerome Solon Felder; † 14. März 1991 ebenda) war ein US-amerikanischer Rock-’n’-Roll- und Pop-Songwriter.

## Leben
Er begann in seiner Jugend – trotz einer Polioerkrankung, wegen der er auf Krücken angewiesen war – als Saxophonspieler und Bluessänger in Clubs und Bars. Nach seinem ersten selbstgesungenen und geschriebenen Song Blues in the Red vom Oktober 1945, eingespielt mit dem Tab Smith Septette, hatte er bis 1952 noch 18 weitere Platten ohne Chartplatzierung herausgebracht.
 Im August 1952 gelang es Doc Pomus, sein Stück Don’t You Cry dem erfolgreichen Bluessänger Big Joe Turner anzubieten, der diesen Song zur Nr. 5 der R&B-Charts machte. Von da an konnte er weitere Interpreten für seine Kompositionen gewinnen. Das für die Fortentwicklung des Rock ’n’ Roll bedeutsame Boogie Woogie Country Girl wurde im April 1956 auf die B-Seite einer Joe-Turner-Single verbannt. Mit dem autobiografischen Lonely Avenue für Ray Charles gelang im Oktober 1956 schließlich der Durchbruch. 
Jetzt wurde das Songschreiben zu seinem Hauptberuf: Zusammen mit seinem Songwritingpartner und Pianisten Mort Shuman schrieb er ab 1956 zahlreiche Hits für damalige Stars wie Elvis Presley (unter anderem Viva Las Vegas, Suspicion, Little Sister, His Latest Flame), Fabian (I’m a Man, Turn Me Loose), Bobby Darin (Plain Jane), Dion and the Belmonts (Teenager in Love), mehrere Songs für The Drifters (Sweets for My Sweet), erfolgreich gecovert durch die Searchers, und Save the Last Dance for Me. Außerdem verfasste er noch einige Songs mit dem Komponisten-Duo Jerry Leiber und Mike Stoller, darunter für die Coasters den Titel Young Blood im Mai 1957 (Nr. 2 der R&B-Charts).
Nachdem die Partnerschaft mit Mort Shuman wegen dessen Umzug nach Europa 1964 zu Ende gegangen war, stieg Pomus für zehn Jahre aus dem Musikgeschäft aus und verdiente sein Geld als Pokerspieler. Nach seiner Rückkehr arbeitete er als Songschreiber für Künstler wie B. B. King, für den er im Mai 1981 zusammen mit Dr. John das autobiografische There Must Be a Better World Somewhere schrieb. Johnny Adams brachte im September 1991 ein Album mit Pomus-Songs unter dem Titel Johnny Adams Sings Doc Pomus, aus dem There Is Always One More Time (komponiert von Pomus und Dr. John) zu erwähnen ist. Mink DeVille berücksichtigte auf seinem im Juni 1985 erschienenen Album Sporting Life die Pomus-Komposition Something Beautiful Dying; DeVilles 1980 erschienenes Album Le chat bleu enthielt die Pomus-Songs That World Outside und You Just Keep Holding On. 
Pomus produzierte unter anderem auch für Ray Charles, Joe Cocker und Marianne Faithfull, bis er 1991 in New York an Lungenkrebs starb.

## Songstatistik
Broadcast Music Incorporated zufolge sind für Pomus insgesamt 561 Urheberrechte registriert. Man schätzt, dass bis heute weltweit etwa 100 Millionen Platten mit seinen Songs verkauft wurden. Für seine Leistungen wurde er unter anderem mit der Aufnahme in die Rock and Roll Hall of Fame (1992), mehreren Grammys und dem Pioneer Award der Rhythm and Blues Foundation ausgezeichnet. Der Rolling Stone listete Pomus 2015 gemeinsam mit Mort Shuman auf Rang 61 der 100 größten Songwriter aller Zeiten.